# Frau Beate und ihr Sohn
Frau Beate und ihr Sohn ist eine Erzählung des österreichischen Schriftstellers Arthur Schnitzler, die zwischen Februar und April 1913 in der Literaturzeitschrift Die neue Rundschau in Berlin erschien. Im selben Jahr brachte der Verlag S. Fischer, Herausgeber der Zeitschrift, den Text als Buch heraus.
Nach fünf Jahren sexueller Abstinenz gibt die Witwe Beate Heinold dem Drängen eines jugendlichen Verehrers nach, vermag aber nicht die durch eigene Erwartungshaltung und gesellschaftliche Normen ausgelösten Konflikte zu lösen.

## Inhalt
Frau Beate, Witwe des zu Lebzeiten gefeierten Schauspielers Ferdinand Heinold, lebt mit ihrem Sohn Hugo in einer Villa an einem See im Salzkammergut. Um eine mögliche bleibende Enttäuschung ihres Sohnes durch ein unglückliches Liebesabenteuer zu verhindern, sucht Beate die Baronin Fortunata in ihrer Nachbarschaft auf, der sie ein erotisches Interesse an ihrem Sohn unterstellt. Sie sagt der Baronin ins Gesicht, sie sei dagegen, dass Hugo ihr Geliebter werde. Die Baronin stellt sich unwissend, sagt Beate aber zu, ihren Sohn nicht zu ermuntern. Beate erinnert sich an ein ähnliches Gespräch, das sie mit der damaligen Geliebten ihres Mannes suchte, um diesen für sich haben und heiraten zu können.
Beate wird von dem verheirateten Bankdirektor Welponer sowie einem jungen Arzt und einem älteren Advokaten begehrt. Sie erfreut sich daran, auch wenn sie die teils leisen, teils direkten Avancen zurückweist. Der junge Fritz, ein Schulkamerad Hugos, reist an und wird von den beiden Heinolds herzlich zum Bleiben in der Villa eingeladen. Auch Fritz begehrt Beate. Während Hugos nächtlicher Abwesenheit landet Fritz nach Beates anfänglichem Sträuben in ihren „verlangenden Armen“. Beate nimmt sich zwar vor, die Affäre bald zu beenden, blüht aber sichtlich auf. Von Fritz erfährt sie, dass nicht nur Hugo offenbar doch eine Liebelei mit der Baronin hat, sondern dass auch ihrem verstorbenen Mann eine Affäre mit der Frau des Bankdirektors nachgesagt wird. Ebenso muss sie sich eingestehen, dass sie ihrem Mann nicht körperlich, aber in ihrer Vorstellung vielfach untreu war. Mit sich allein, schwankt sie zwischen erotischen Wunschvorstellungen, Fluchtgedanken und Todesfantasien.
Einige Zeit später erscheint Hugos und Fritz’ gemeinsamer Freund Rudi im Ort, den die beiden wegen seiner Verwegenheit und Erfahrenheit bewundern. Eines Nachts hört Beate, wie Fritz und Rudi sich gegenseitig mit ihren erotischen Abenteuern beeindrucken und Fritz ausführlich die „seligen Nächte“ mit ihr in derben Worten schildert. Gedemütigt und desillusioniert sieht sie als Ausweg nur noch den Freitod. Von Hugo, dem einzigen geliebten Menschen, muss und will sie sich zuvor noch verabschieden. Hugo ist bedrückt, will aber den Grund nicht preisgeben. Beate erwägt erneut, gemeinsam mit ihrem Sohn den Ort zu verlassen. Sie überredet ihn, mit ihr nachts auf den See hinauszurudern. Beate erfährt, dass Freunde der Baronin Hugo von den Liebesnächten seiner Mutter berichtet haben. Hugo meint, er könne sich nun „niemals wieder unter Menschen“ zeigen. Nach einem angedeuteten letzten inzestuösen Akt gehen Mutter und Sohn gemeinsam ins Wasser.

## Analyse

### Form
Erzählt wird ausschließlich vom Erleben, Denken und Fühlen der Protagonistin. Beate kann zum Beispiel nicht mit Bestimmtheit sagen, ob ihr Sohn die Nächte wirklich bei der Baronin Fortunata verbringt. Sie vermutet es lediglich, und der einzige definitive Anhaltspunkt ist die vielleicht nur erfundene Schilderung seitens Fritz. Die groben Worte ihres unreifen Liebhabers über die gemeinsamen Liebesnächte werden zwar erwähnt, aber nur umschrieben. Auch der finale Inzest und der darauf folgende Freitod der Mutter und ihres Sohnes werden lediglich skizziert.

### Deutung
Peter Sprengel bespricht die Erzählung als Inzestfall und weist bezüglich des Finales auf Gottfried Kellers Romeo und Julia auf dem Dorfe als mögliches Vorbild hin. Als eigentliches Ziel von Beates erotischem Interesse deutet er ihren eigenen Sohn, was das Eingangsgespräch zwischen ihr und der Baronin in einem neuen Licht, nämlich unter dem Motiv der Eifersucht, erscheinen lässt. Wie bei Frau Berta Garlan (1900) sieht er als Thema „die Macht der Sexualität“, die die Protagonistinnen an sich erfahren, und die daraus resultierenden Normenkonflikte, die die Frauen aufzuarbeiten hätten. Auch verbinde beide Erzählungen die akribische „Gestaltung eines seelischen Konflikts in der Kontinuität seiner Entwicklung“, die Schnitzler mit Sterben (1892) begonnen und mit der Traumnovelle (1925) fortgeführt habe.
Michael Scheffel hebt den sozialen Fall hervor. Die in der Ehe unterdrückten sexuellen Wünsche der Beate Heinold kämen urplötzlich mit zerstörerischer Macht zum Vorschein.

## Rezeption
Schnitzler-Biograf Giuseppe Farese nennt das Thema „kompliziert und gewagt“.
Die Geschichte des Inzests, der von der Mutter ausgeht, empörte laut Jacques Le Rider seinerzeit katholische Leser.

## Nachwirkung
- Mother and Son. Fernsehfilm im Rahmen der 6-teiligen BBC-Miniserie Vienna 1900, Großbritannien 1973, 50 Minuten, Regie: Herbert Wise, mit Christopher Guard und Dorothy Tutin
- Frau Beate und ihr Sohn. Hörbuch, gelesen von Birgit Doll. Der Drehbuchverlag, November 2007, ISBN 978-3-902471-63-5. 220 Minuten Laufzeit

## Ausgaben
- Arthur Schnitzler: Frau Beate und ihr Sohn. Novelle. S. Fischer Verlag, Berlin 1913, 154 Seiten, kartoniert.
- Arthur Schnitzler: Frau Beate und ihr Sohn. S. 76–154, in: Heinz Ludwig Arnold (Hrsg.): Arthur Schnitzler: Casanovas Heimfahrt. Erzählungen 1909–1917. Mit einem Nachwort von Michael Scheffel. S. Fischer, Frankfurt am Main 1961 (Ausgabe 1999), 495 Seiten, ISBN 3-10-073553-6.